# كافيشا إيجوداج
كافيشا كوماري إيجوداج (من مواليد 23 أبريل 2003م) لاعبة كريكيت تلعب لصالح منتخب الإمارات العربية المتحدة.

## الحياة المهنية
حققت كافيشا النجاح منذ صغرها. عندما كان عمرها 11 عامًا تم اختيارها لمنتخب الإمارات لسيدات الكريكيت في بطولة كأس الخليج 2014 في سلطنة عمان. و تم اختيارها كجزء من بطولة تصفيات العالم لبطولة توينتي للسيدات لعام 2018م. كما ظهرت لأول مرة في بطولة WT20I ضد هولندا في 7 يوليو 2018م. كما شاركت في بطولة Fairbreak 2022 الافتتاحية التي أقيمت في الإمارات العربية المتحدة ممثلة ل ARMY BARM. لقد كان هذا حدثًا مهمًا للغاية لأنه جمع بعضًا من أفضل اللاعبين الدوليين من جميع أنحاء العالم. وكانت قادرة على إظهار مهاراتها وإظهار موهبتها في هذه الرياضة.
حققت كافيشا كوماري إنجازًا بارزًا بعمر خمسة عشر عامًا و267 يومًا, مع الخمسين الدولية في بطولة Thailand T20 Smash ضد ماليزيا مما يجعلها أصغر لاعبة تفعل ذلك محطمة الرقم القياسي الذي كانت تحمله ساشين تيندولكار. كما منحت بسبب موهبتها الرائعة جائزة شيام بهاتيا لأفضل لاعبة كريكيت لعام 2019  و التي ساعدتها للانضمام إلى فريق الكريكيت بجامعة ميدلسكس وأصبحت أول أنثى تلعب في بطولة الحرم الجامعي لجامعة ريد بول. علاوة على ذلك فقد حصلت على التميز عندما حققت قرنها الأول ضد فريق الأولاد كجزء من إحدى أقدم البطولات في الإمارات العربية المتحدة. بعد ذلك في عام 2022م تمت الإشادة بها لأنها حصلت على هداف في بطولة T20Is للسيدات.
خلال التصفيات العالمية 2022 في أبو ظبي، الإمارات العربية المتحدة, ساهمت كافيشا بشكل كبير في نجاح فريقها طوال البطولة من خلال أدائها و بشكل خاص ضد زيمبابوي. لقد أظهرت تركيزًا وتفانيًا كبيرين خلال رحلتها, وخرجت في النهاية منتصرة مع فريقها.
في أكتوبر 2022م ساهمت في التسجيل للفريق في كأس آسيا Twenty20 للسيدات ضد أمثال سريلانكا والهند وباكستان في كأس آسيا توينتي للسيدات 2022 Women's Twenty20 Asia Cup.

## روابط خارجية
- كافيشا إيجوداج at ESPNcricinfo